# Сабінін Лев Родіонович
Лев Родіо́нович Сабі́нін (справжнє ім'я Теплинський Лев Олексійович; 15 листопада 1874, Полтава — 7 грудня 1955, Москва) — антрепренер, режисер і драматичний актор. Заслужений артист УРСР з 1941 року.
З 1890 року на сцені: спершу в трупах Леоніда Аведикова, Костянтина Павловича Мирославського, А. Соколова, Г. Деркача, В. Захаренка, О. Суходольського.
В 1907—1920 очолював власну трупу з добрим хором і танцюристами (ввів європейський репертуар; однією з акторок була Малієва-Тагаєва Ганна), згодом — до 1941 у різних трупах України та РРФСР (серед інших у Москві в Українському музично-драматичному театрі 1930—1932 і у Державному Українському Театрі РРФСР 1932—1934).
Найкращі ролі: Юрко Довбиш, Урієль Акоста (в однойменних п'єсах М. Старицького, К. Ґуцкова), Іван («Суєта» І. Карпенка-Карого), Бережний («Сольо на флейті» І. Микитенка). Автор спогадів «45 років на сцені» (1937).
Автор спогадів «45 років на сцені» (1937).